# Jared Terrell
Jared Terrell (Weymouth (Massachusetts), 10 de febrero de 1995) es un baloncestista estadounidense que actualmente se encuentra sin equipo. Con 1,91 metros de estatura, juega en la posición de escolta.

## Trayectoria deportiva

### Universidad
Jugó cuatro temporadas en los Rams de la Universidad de Rhode Island, en las que promedió 13,0 puntos, 3,0 rebotes y 2,1 asistencias por partido. En 2018 fue incluido en el mejor quinteto de la Atlantic-10 Conference.

#### Estadísticas
| Año     | Equipo       | PJ  | PT  | MPP  | %TC  | %3P  | %TL  | RPP | APP | ROB | TPP | PPP  |
| ------- | ------------ | --- | --- | ---- | ---- | ---- | ---- | --- | --- | --- | --- | ---- |
| 2014–15 | Rhode Island | 33  | 31  | 27.1 | .371 | .319 | .714 | 2.4 | 1.5 | 1.3 | .1  | 9.2  |
| 2015–16 | Rhode Island | 32  | 32  | 35.5 | .397 | .347 | .750 | 3.4 | 2.6 | 1.1 | .2  | 13.6 |
| 2016–17 | Rhode Island | 35  | 34  | 30.7 | .419 | .346 | .750 | 2.9 | 2.0 | 1.0 | .1  | 12.6 |
| 2017–18 | Rhode Island | 34  | 34  | 33.2 | .427 | .414 | .821 | 3.5 | 2.4 | 1.5 | .2  | 16.8 |
| Career  | Career       | 134 | 131 | 31.6 | .406 | .365 | .763 | 3.0 | 2.1 | 1.2 | .1  | 13.0 |

### Profesional
y tras no ser elegido en el Draft de la NBA de 2018, fichó por los Minnesota Timberwolves, que a su vez lo cedieron al Iowa Wolves de la NBA D-League.
En 2019, llega a Israel para jugar en las filas del Hapoel Eilat B.C. de la Ligat Winner.
En la temporada 2020-21, forma parte de la plantilla del BC Dnipro de la Superliga de baloncesto de Ucrania.
En enero de 2022, firma por el Türk Telekom de la BSL turca.
En la temporada 2022-23, firma por el Hapoel Eilat B.C. de la Ligat ha'Al israelí.

## Estadísticas de su carrera en la NBA

### Temporada regular
| Año     | Equipo    | PJ | PT | MPP | %TC  | %3P  | %TL  | RPP | APP | ROB | TPP | PPP |
| ------- | --------- | -- | -- | --- | ---- | ---- | ---- | --- | --- | --- | --- | --- |
| 2018-19 | Minnesota | 14 | 0  | 7.9 | .308 | .235 | .500 | .4  | .9  | .2  | .1  | 2.2 |
| Total   | Total     | 14 | 0  | 7.9 | .308 | .235 | .500 | .4  | .9  | .2  | .1  | 2.2 |